# Gustav Jahn (peintre)
Pour les articles homonymes, voir Gustav Jahn.
Gustav Jahn (né le 17 mai 1879 à Vienne, mort le 17 août 1919 sur le Grosser Ödstein, Alpes d'Ennstal) est un peintre et alpiniste autrichien.

## Biographie

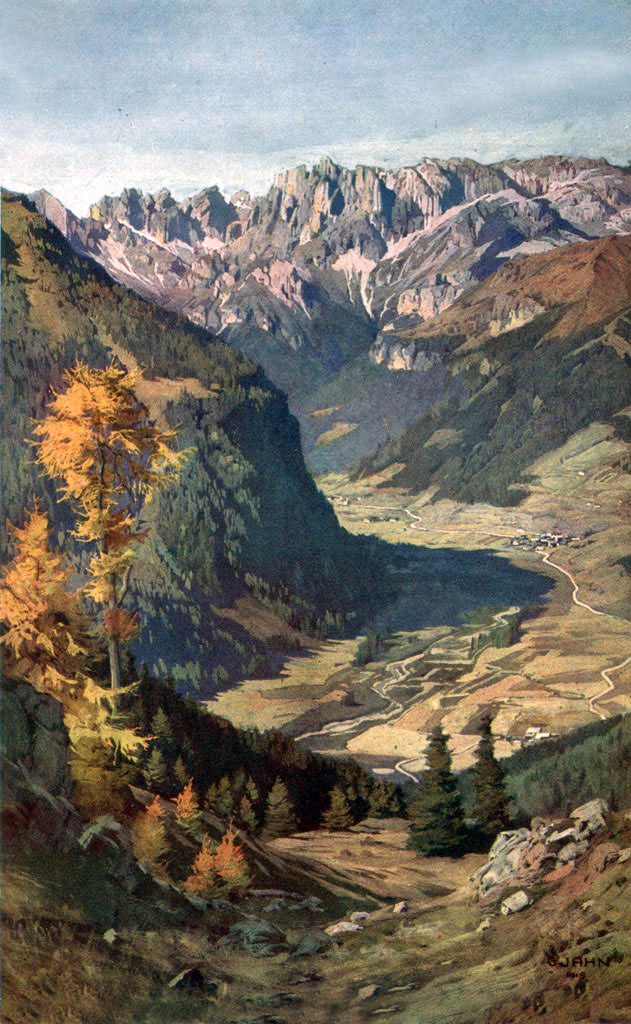
Val di Fassa avec le massif de Rosengarten

En 1895, il va à l'école de peinture d'Adolf Kaufmann (de) avant d'étudier à l'académie des beaux-arts de Vienne auprès d'August Eisenmenger et Alois Delug. De 1900 à 1904, il va à l'école de Franz Rumpler.
Sa spécialité est les paysages de haute montagne puis les tableaux de genre de la vie en montagne. Il crée aussi des affiches publicitaires, des illustrations de livres scolaires et de catalogues, des cartes postales. Il reçoit des récompenses et participe à de grandes expositions.
Mais sa vraie passion est l'escalade qu'il pratique très tôt. Ainsi il utilise sa bourse pour aller à Rome en 1904 davantage pour se rendre dans les Alpes, sur le mont Blanc. Ses secteurs de prédilection sont le Rax, Schneeberg, le Gesäuse (de), le massif du Dachstein, les Dolomites. Avec Otto Laubheimer, il cherche de nouvelles voies comme la face sud du Bischofsmütze (cotation 4). En 1901, il devient membre de l'Österreichischer Alpenklub (de).
Jahn est aussi skieur alpin et à ski. Durant la Première Guerre mondiale, il est officier instructeur dans les Dolomites.
Gustav Jahn meurt avec son partenaire Michael Kofler lors d'une chute durant une ascension du Grosser Ödstein. Jahn est enterré au cimetière des alpinistes à Johnsbach.

## Premières ascensions
- Rax : voie du peintre (1901).

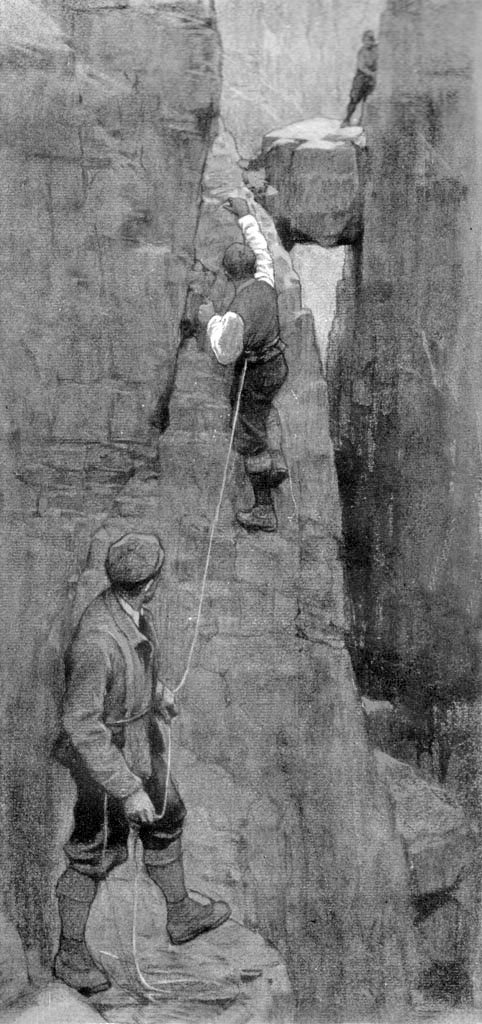
Escalade dans les Dolomites

- Alpes d'Ennstal (1900-1908) : Faces est et ouest du Großer Buchstein (de), Admonter Frauenmauer, face nord du Hochtor, face nord-ouest du Planspitze.
- Massif du Dachstein (1901-1903) : crête sud-est du Hohes Großwandeck, crête est du Großer Mannlkogel, crête ouest du Armkarwand, face sud du Bischofsmütze, face est du Hochkesselkopf, face est du Mitterspitz (de).
- Alpes juliennes : face nord du Triglav (1906), face est du Prisojnik (1908).
- Alpes carniques : crête ouest du Kellerwandspitze (1902).
- Dolomites (1917-1918) : première ascension du Fünffingerspitze (de), face sud du Kleine Fermeda, face ouest du Vilnösser Turm, faces sud et ouest du Sass de Mesdi, crête sud-ouest du Langkofelkarspitze, face sud du Wesselyturm, face nord du Grohmannspitze (de), face nord-ouest du Innerkofeleck, face sud-ouest du Innerkoflerturm, face nord-ouest du Langkofeleck, face ouest du Sellatürme (de).
- Massif de Brenta : crête sud-ouest de la Cima Tosa.
- Adamello-Presanella : face nord de la Cima Presanella.
- Massif de l'Ortles : crête de l'Ortles.

### Compagnons de cordée
Karl Huber, Otto Laubheimer, Erwin Merlet, Camillo Oppel, Eduard Pichl (de), Franz Zimmer, Franz et Otto Barth (grand ami), Ernst Berger (de), Günter Dyhrenfurth, Richard Gerin, Otto Jahn (frère), Michael Kofler, Eduard Kubelka, Oskar Kukla, Fritz Langsteiner, Viktor Machek, Oskar Müller, Rudolf Phillapitsch, Paul Richter, Viktor Sohm, Otto Weinberger

## Source, notes et références
- (de) Cet article est partiellement ou en totalité issu de l’article de Wikipédia en allemand intitulé « Gustav Jahn (Maler) » (voir la liste des auteurs).
- (de) Site hommage